# Konvencionalna letalonosilka
Konvencionalne letalonosilke so letalonosilke, zgrajene med drugo svetovno vojno ali takoj po njej (nekatere konv. letalonosilke so bile operativne do leta 1992).

## Razredi konvencionalnih letalonosilk
- Razred colossus
- Razred essex
- Razred HMS Ark Royal
- Razred HMS Bulwark
- Razred HSM Eale
- Razred intrepid
- Razred midway
- Razred moskva